# Przejście przez Morze Czerwone (powieść)
Przejście przez Morze Czerwone – powieść Zofii Romanowiczowej ukazała się jesienią 1960 roku nakładem oficyny wydawniczej „Libella”. Okładkę zaprojektował Władysław Szomański. 

## O powieści
Akcja powieści rozgrywa się w ciągu kilku dni, kilka lat po zakończeniu II wojny światowej, najprawdopodobniej w Paryżu. Przedstawione wydarzenia rozgrywają się jednak na dwóch płaszczyznach czasoprzestrzennych: w teraźniejszości – obejmującej okoliczności przyjazdu jednej z dwóch głównych bohaterek do Paryża, spotkania po latach rozłąki przyjaciółek, byłych więźniarek kacetu; oraz w przeszłości, to jest we wspominanym na jawie lub we śnie pobycie w obozie koncentracyjnym. Zwornikiem obu poziomów są postaci Lucyny oraz bezimiennej narratorki. Ich spotkanie doprowadzi do finalnej katastrofy.

## Problematyka powieści
Przejście przez Morze Czerwone jest jedną z bardziej udanych prób literackiego ujęcia tego, czym było doświadczenie obozowe w dziejach polskiego piśmiennictwa. W ujęciu Kazimierza Wierzyńskiego Przejście przez Morze Czerwone to „głęboka penetracja w przepaść człowieka, rzecz o zdumiewającej odwadze i ambicji”. Główna bohaterka nie potrafi odnaleźć się w poobozowej rzeczywistości, w której granice moralne i poznawcze uległy rozmyciu. Jej historia pokazuje trudy egzystencji posttraumatycznej. Jednym z oryginalniejszych wątków powieści jest również przedstawienie narodzin miłości homoseksualnej między kobietami uwięzionymi w obozie. 

## Kwestie genologiczne
Przejście przez Morze Czerwone powszechnie uznawane jest za powieść psychologiczną. Część krytyków dostrzegła w niej również podobieństwa z nowoczesną, w tym awangardową, prozą europejską, zwłaszcza francuską. Za literackich patronów tej powieści uznaje się Marcela Prousta, Alberta Camusa, Nathalie Sarraute. 

## Recepcja powieści
Przejście przez Morze Czerwone spotkało się z entuzjastycznym przyjęciem krytyki, zarówno tej emigracyjnej, jak i krajowej. W plebiscycie Radia Wolna Europa na najlepszą polską książkę 1960 roku zajęło drugie miejsce wśród książek wydanych poza granicami Polski. Powieść została również zgłoszona przez Tadeusza Nowakowskiego, Tymona Terleckiego i Józefa Wittlina do nagrody „Wiadomości” za rok 1960. Książka została przetłumaczona na język francuski, angielski, niemiecki. Niemiecki przekład był trzykrotnie wznawiany. W 1995 roku ukazał się również w Izraelu przekład na język hebrajski. Największy rozgłos zdobyła edycja francuska, dystrybuowana również w Belgii i Szwajcarii. W prasie zagranicznej (w tym w prestiżowych periodykach literackich) znalazło się dwadzieścia osiem not oraz omówień, poświęconych francuskiemu tłumaczeniu Przejścia.